# L'Agefi
L'Agefi è un quotidiano svizzero in lingua francese con sede a Losanna che tratta soprattutto questioni riguardanti economia, finanza e politica.

## Redazione
Il giornale è controllato dalla Agefi Groupe SA di Losanna, accostato alla Borsa svizzera. Oltre alla redazione centrale di Losanna, il giornale mantiene alcuni uffici per corrispondenti a Zurigo, Berna, Ginevra, Bruxelles, in Germania, in Francia e negli Stati Uniti. La tiratura del giornale è di poco inferiore alle 10 000 copie giornaliere. Il numero di persone che leggono il giornale da un'indagine del 2006 risulta essere 15.000. Il giornale è stato creato nel 1950 a Zurigo, come versione svizzera dell'omonima L'Agefi francese, parte del gruppo L'Expansion. L'Agefi si è separata e si è resa indipendente dall'edizione transalpina nel 1993.